# Pelves
Pelves ist eine französische Gemeinde mit 777 Einwohnern (Stand 1. Januar 2022) im Arrondissement Arras des Départements Pas-de-Calais. Sie liegt im Kanton Brebières und ist Mitglied des Kommunalverbandes Osartis Marquion.
| Rœux            | Plouvain | Biache-Saint-Vaast |
| Feuchy          | Kompass  | Hamblain-les-Prés  |
| Monchy-le-Preux |          | Boiry-Notre-Dame   |

## Geschichte
Bisher ist Historikern nur bekannt, dass Pelves in einer Urkunde Karls des Kahlen aus dem Jahr 847 genannt wird, in der der Herrscher des Westfrankenreichs dem Kloster Saint-Amand (Dep. Nord) Güter in "Pabila" bestätigt (Regesta Imperii I,2,1, Nr. 562). 

## Sehenswürdigkeiten

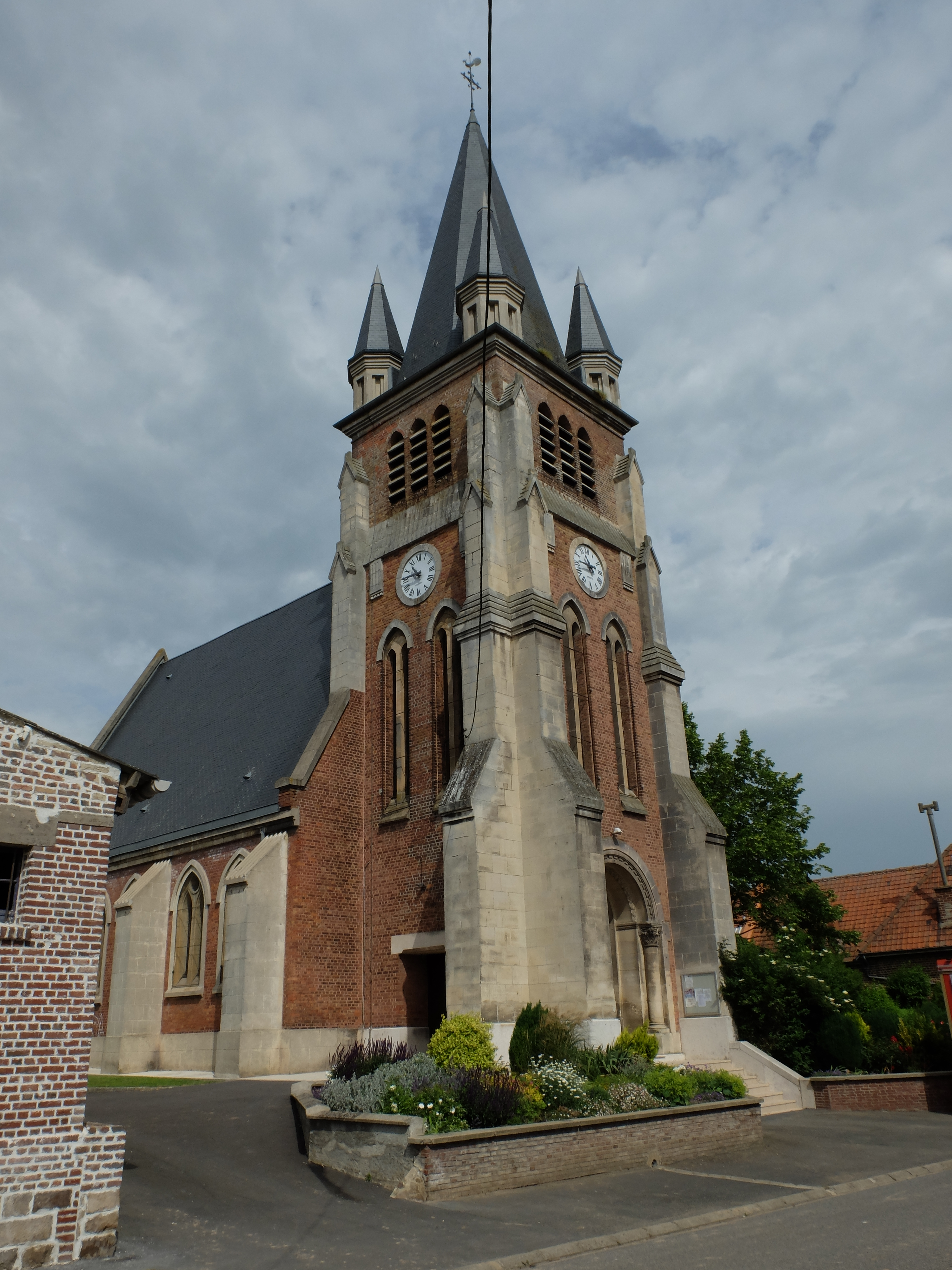
Kirche Saint-Vaast